# Stick It Out
Stick It Out är en låt av den kanadensiska progressiv rock bandet Rush. Den släpptes som den andra låten på albumet Counterparts  släppt 19 oktober 1993. Låten var senare också släppt som den första singeln från albumet. 
Rush spelade "Stick It Out" 170 gånger live. Den sista gången de spelade den var 2 juli 2011.